# Kyle Wellwood
Kyle Wellwood (* 16. Mai 1983 in Windsor, Ontario) ist ein ehemaliger kanadischer Eishockeyspieler, der im Verlauf seiner aktiven Karriere zwischen 1999 und 2013 unter anderem 529 Spiele für die Toronto Maple Leafs, Vancouver Canucks, San Jose Sharks und Winnipeg Jets in der National Hockey League auf der Position des Centers bestritten hat. Sein jüngerer Bruder Eric war ebenfalls professioneller Eishockeyspieler.

## Karriere
Wellwood wurde 1983 als Sohn einer Lehrerin und eines Ingenieurs in Windsor geboren. Schon nach der elften Klasse verließ er seine französischsprachige High School, um sich ganz dem Eishockey zu widmen. Zu dieser Zeit spielte er in der Ontario Hockey League für die Belleville Bulls, später wechselte er innerhalb der Liga zu den Windsor Spitfires. Noch vor seinem Wechsel hatten ihn die Toronto Maple Leafs beim NHL Entry Draft 2001 in der fünften Runde als 134. ausgewählt. Außerdem hatte er in der Zeit zwischen 1999 und 2003 die Eddie Powers Memorial Trophy, William Hanley Trophy und den CHL Sportsman of the Year Award gewonnen, was ihn zu einem der erfolgreichsten kanadischen Juniorenspieler dieser vier Jahre machte.
Nach sehr erfolgreichen Jahren im kanadischen Juniorenhockey betrat er mit den St. John’s Maple Leafs 2003 zum ersten Mal das Eis als professioneller Eishockeyspieler. Er erzielte in der Spielzeit 2003/04 55 Punkte in 76 Spielen für das AHL-Farmteam der Toronto Maple Leafs, was die Aufmerksamkeit von Pat Quinn, dem damaligen Cheftrainer des NHL-Teams, erregte. Dieser gab ihm die Chance, noch in der gleichen Saison sein Debüt in der NHL zu geben.

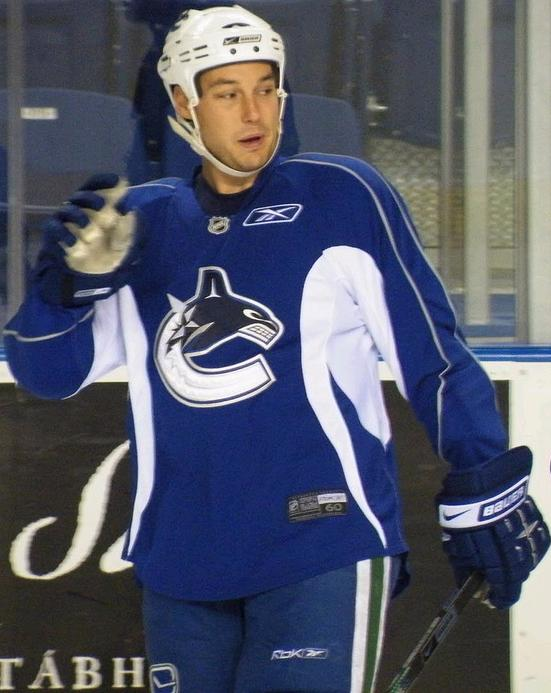
Wellwood im Trainingsdress der Vancouver Canucks (2009)

Während des Lockouts in der NHL-Saison 2004/05 spielte er ein weiteres Jahr in St. John’s und trug 87 Punkte in 80 Spielen bei. Diese Bilanz machte den Kanadier zum viertbesten Torschützen der AHL. Der Höhepunkt seiner AHL-Karriere ereignete sich am 30. Oktober 2004, als er gegen die Cleveland Barons fünf Tore für die St. John’s Maple Leafs schoss und damit einen neuen Franchise-Rekord aufstellte. Im Spieljahr 2005/06 absolvierte er 81 Spiele und erzielte in seiner NHL-Rookiesaison elf Tore und 34 Vorlagen.
In der Saison 2006/07 entwickelte sich Wellwood zu einem führenden Spieler im Team der Maple Leafs. Zu Beginn der Spielzeit lief er mit Mats Sundin und Darcy Tucker in der ersten Sturmreihe auf, aber nach der Versetzung Tuckers in die zweite Reihe nahm Oleksij Ponikarowskyj dessen Platz ein. Am 16. Dezember 2006 erzielte Wellwood seinen ersten NHL-Hattrick im Spiel gegen die New York Rangers. Außerdem konnte er noch zwei Torvorlagen besteuern, sodass er einen neuen persönlichen Rekord mit fünf Punkten in einem NHL-Spiel aufstellte. Aufgrund von Verletzungen wurde er im Laufe der Saison jedoch auf 48 Spiele limitiert, in denen er 42 Punkte erzielte.
Die Saison 2007/08 sollte jedoch einen Rückschritt vor Wellwood darstellen. Erneut verpasste er über 20 Spiele wegen Verletzungen und zudem ließ seine Punkteausbeute deutlich nach, sodass er nur auf acht Tore und 13 Assists in 59 Spielen kam. Am Ende der Spielzeit entschieden sich die Maple Leafs nicht weiter auf die Dienste von Wellwood zu setzen und platzierten ihn auf der Waiver-Liste. Von dort verpflichteten ihn schließlich die Vancouver Canucks, wo er sich jedoch nicht im NHL-Kader durchsetzen konnte, da er sich in der Sommerpause verletzt hatte. Kurz nach Beginn der Saison 2008/09 wurde der Kanadier in die AHL zu den Manitoba Moose geschickt, wurde vor seinem ersten Einsatz aber wieder nach Vancouver zurückbeordert. Wellwood nutzte seine Chance und wurde eine feste Größe im Team. Im folgenden Jahr meldete er sich deutlich fitter und leichter als im Vorjahr zurück. Mit 25 Scorerpunkten bestätigte er die 27 des vorangegangenen Jahres. Sein Vertrag wurde nach Beendigung der Saison 2009/10 aber nicht verlängert.
Im Oktober 2010 wurde Wellwood als Ersatz für Chris Bourque von Atlant Mytischtschi aus der Kontinentalen Hockey-Liga verpflichtet, womit er seinen ersten Vertrag bei einem europäischen Klub unterschrieb. Im Januar 2011 unterschrieb er schließlich einen Einjahres-Kontrakt bei den St. Louis Blues aus der NHL. Allerdings musste der Stürmer vor seiner Rückkehr aufgrund der NHL-Regularien noch 24 Stunden auf der Waiver-Liste platziert werden. Von dort wählten ihn die San Jose Sharks schließlich aus und sicherten sich anstelle der Blues seine Dienste. Bei den Sharks fügte sich der Stürmer gut ein und bildete eine erfolgreiche Sturmreihe mit Joe Pavelski und Torrey Mitchell. Das Management verlängerte seinen Vertrag am Saisonende jedoch nicht. Anfang September nahm er schließlich ein Vertragsangebot des Ligakonkurrenten Winnipeg Jets an.
Im September 2013 unterschrieb Kyle Wellwood einen Vertrag mit einmonatiger Laufzeit beim EV Zug in der Nationalliga A. Der Stürmer wurde für den verletzten Josh Holden verpflichtet, beendete aber seine Karriere aus persönlichen Gründen im November 2013.

### International
Auf internationaler Ebene kam Wellwood bei der U20-Junioren-Weltmeisterschaft 2003 in Kanada für sein Heimatland zum Einsatz. Beim Silbermedaillengewinn des Teams steuerte der Center fünf Scorerpunkte in sechs Partien bei. Im Finale unterlagen die Kanadier mit 2:3 gegen den Erzrivalen Russland.

## Erfolge und Auszeichnungen
| - 2001 Eddie Powers Memorial Trophy - 2001 OHL Plus/Minus-Award - 2001 OHL First All-Star Team - 2001 CHL Third All-Star Team | - 2003 William Hanley Trophy - 2003 CHL Sportsman of the Year - 2004 Teilnahme am AHL All-Star Classic - 2005 Teilnahme am AHL All-Star Classic |

### International
- 2003 Silbermedaille bei der U20-Junioren-Weltmeisterschaft

## Karrierestatistik

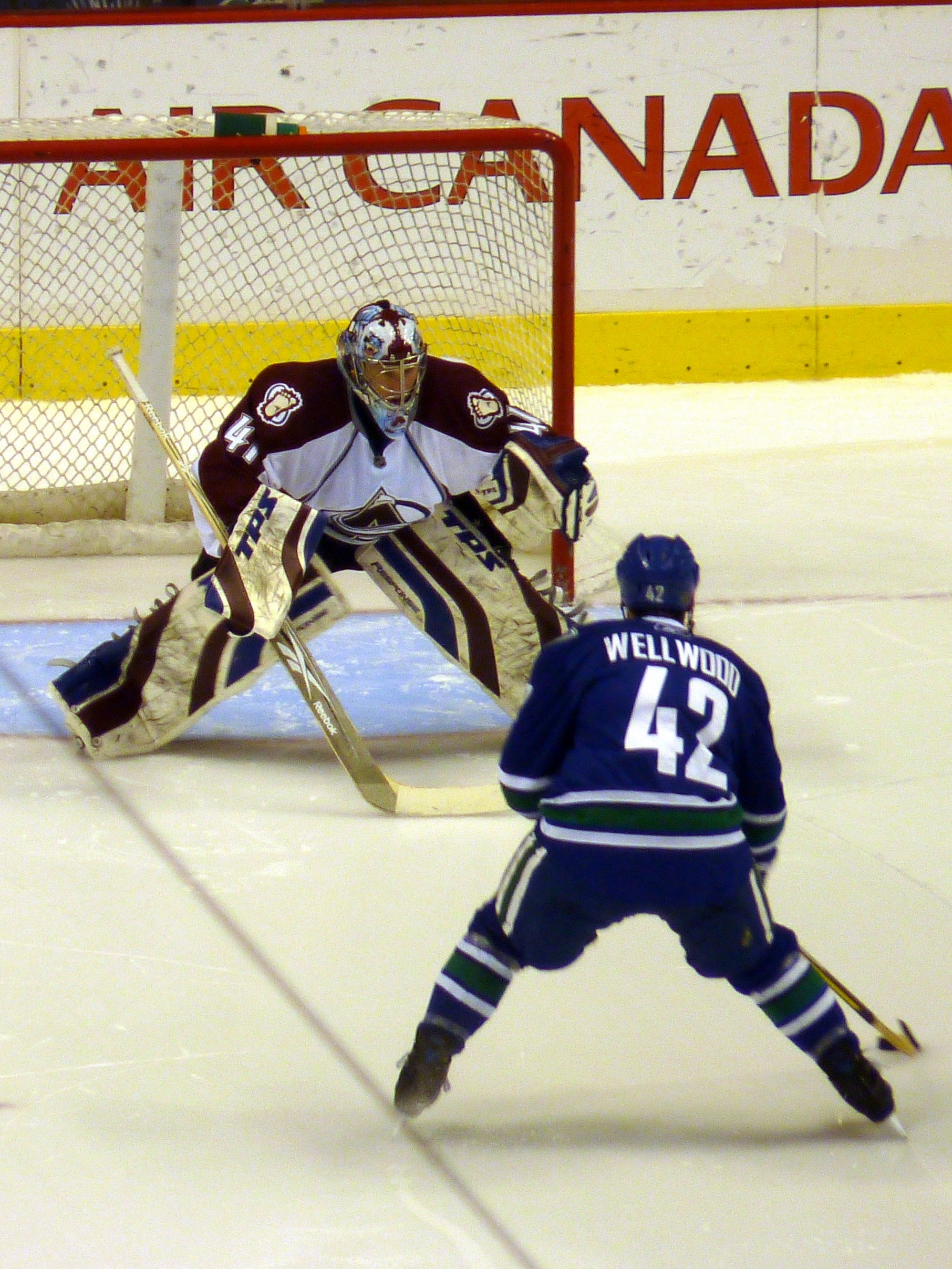
Wellwood bei einem Shootout-Versuch gegen Colorados Torwart Craig Anderson

### International
Vertrat Kanada bei:
- U20-Junioren-Weltmeisterschaft 2003

(Legende zur Spielerstatistik: Sp oder GP = absolvierte Spiele; T oder G = erzielte Tore; V oder A = erzielte Assists; Pkt oder Pts = erzielte Scorerpunkte; SM oder PIM = erhaltene Strafminuten; +/− = Plus/Minus-Bilanz; PP = erzielte Überzahltore; SH = erzielte Unterzahltore; GW = erzielte Siegtore; 1 Play-downs/Relegation; Kursiv: Statistik nicht vollständig)